# Campionat del Món de natació de 1973

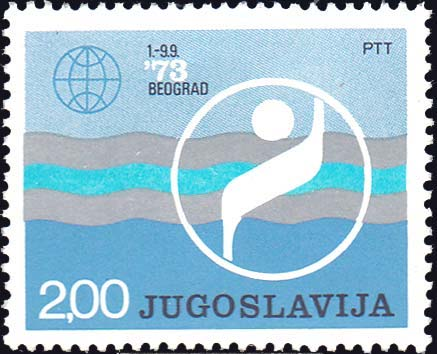
Segell commemoratiu

El Campionat del Món de natació de 1973 fou una competició esportiva que es realitzà entre els dies 31 d'agost i 9 de setembre de 1973 a la ciutat de Belgrad (República Federal Socialista de Iugoslàvia) sota l'organització de la Federació Internacional de Natació (FINA). Aquesta fou la primera competició organitzada a nivell mundial per part de la FINA.
Es realitzaren competicions de natació, natació sincronitzada, salts i waterpolo.

## Proves
- Natació al Campionat del Món de natació de 1973
- Natació sincronitzada al Campionat del Món de natació de 1973
- Salts al Campionat del Món de natació de 1973
- Waterpolo al Campionat del Món de natació de 1973

## Medaller
Seu
| Posició | País           | Or | Plata | Bronze | Total |
| 1       | Estats Units   | 15 | 16    | 7      | 38    |
| 2       | RDA            | 13 | 6     | 9      | 26    |
| 3       | Itàlia         | 2  | 1     | 2      | 5     |
| 4       | Hungary        | 2  | 1     | 1      | 4     |
| 4       | Suècia         | 2  | 1     | 1      | 4     |
| 6       | Canadà         | 1  | 3     | 2      | 6     |
| 7       | Austràlia      | 1  | 2     | 2      | 5     |
| 8       | Regne Unit     | 1  | 0     | 1      | 2     |
| 9       | Unió Soviètica | 0  | 4     | 1      | 5     |
| 10      | Països Baixos  | 0  | 1     | 1      | 2     |
| 11      | França         | 0  | 1     | 0      | 1     |
| 11      | Txèquia        | 0  | 1     | 0      | 1     |
| 13      | Japó           | 0  | 0     | 6      | 6     |
| 14      | RFA            | 0  | 0     | 3      | 3     |
| 15      | Iugoslàvia     | 0  | 0     | 1      | 1     |
| Total   | Total          | 37 | 37    | 37     | 111   |